# Junagarh (Odisha)
Junagarh es una ciudad y  comité de área notificada situada en el distrito de Kalahandi en el estado de Odisha (India). Su población es de 19656 habitantes (2011). Se encuentra a 26 km de Bhawanipatna y a 340 km de Bhubaneswar.

## Demografía
Según el censo de 2011 la población de Junagarh era de 19656 habitantes, de los cuales 9835 eran hombres y 9821 eran mujeres. Junagarh tiene una tasa media de alfabetización del 74,27%, superior a la media estatal del 72,87%: la alfabetización masculina es del 82,45%, y la alfabetización femenina del 66,12%